# Туризм дикої природи

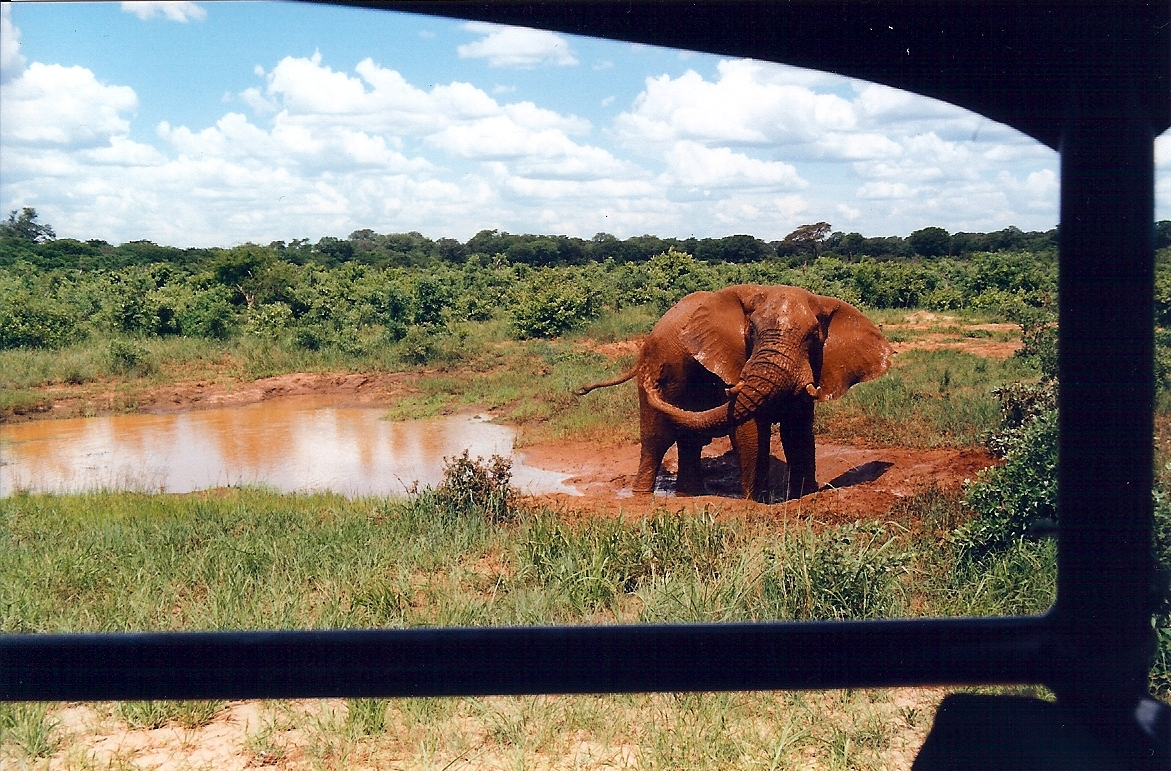
Тварин можна спостерігати в їхньому природному або подібному середовищі з транспортних засобів або пішки. Цей слон у Національному парку Хванге, Зімбабве, був зовсім не стурбований присутністю людей та автомобіля.

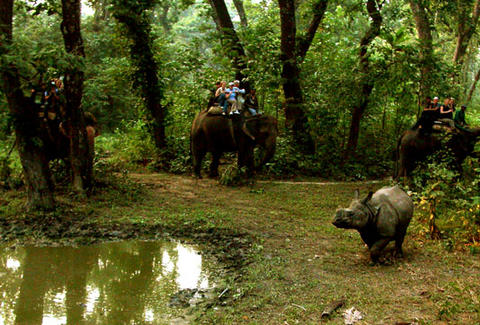
Сафарі на слонах для спостереження за індійським носорогом у Королівському національному парку Читван, Маналі

Тури́зм ди́кої приро́ди (також вайлдлайф-туризм) — це елемент туристичної індустрії багатьох країн, орієнтований на спостереження та взаємодію з місцевою тваринною та рослинною фауною в їхньому природному середовищі. Хоча він може включати еко- та дружній до тварин туризм, сафарі-полювання та подібні види діяльності з високим рівнем втручання також належать до туризму дикої природи. Дика природа-туризм, у найпростішому розумінні, — це взаємодія з дикими тваринами в їхньому природному середовищі існування, як активно (наприклад, полювання/збирання), так і пасивно (наприклад, спостереження/фотографування). Туризм дикої природи є важливою частиною туристичної індустрії в багатьох країнах, включаючи багато африканських та південноамериканських країн, Австралію, Індію, Канаду, Індонезію, Бангладеш, Малайзію, Шрі-Ланку та Мальдіви серед багатьох інших. В останні роки він зазнав драматичного та швидкого зростання в усьому світі, і багато його елементів тісно пов'язані з екотуризмом та сталим туризмом.
За даними Всесвітньої туристичної організації, з щорічним зростанням близько 3%, 7% світової туристичної індустрії пов'язано з туризмом дикої природи. Вони також оцінюють, що зростання є значно більшим у таких місцях, як об'єкти Світової спадщини ЮНЕСКО. Наразі туризм дикої природи прямо чи опосередковано забезпечує роботою 22 мільйони людей по всьому світу та робить внесок у світовий ВВП понад 120 мільярдів доларів. Як багатомільйонна міжнародна індустрія, туризм дикої природи часто характеризується пропозицією індивідуальних турпакетів та сафарі, що дозволяють наблизитися до дикої природи.

## Опис
Туризм дикої природи переважно охоплює неспоживацькі взаємодії з дикою природою, такі як спостереження та фотографування тварин у їхньому природному середовищі. Він також включає спостереження за тваринами в неволі та взаємодію з ними в зоопарках чи парках дикої природи, а також може включати катання на тваринах (наприклад, катання на слонах) та споживацькі види діяльності, такі як риболовля та полювання, які, як правило, не підпадають під визначення екотуризму та можуть загрожувати добробуту тварин. Він має рекреаційні аспекти пригодницького туризму та зазвичай підтримує цінності екотуризму та програм охорони природи.

## Негативні наслідки
Туризм дикої природи може завдавати значних незручностей тваринам у їхньому природному середовищі. Навіть серед туристичних практик, які стверджують про мінімальний або відсутній прямий контакт з дикою природою, зростаючий інтерес до подорожей у країни, що розвиваються, спричинив бум будівництва курортів та готелів, особливо на землях тропічних та мангрових лісів. Спостереження за дикою природою може відлякувати тварин, порушувати їхні місця харчування та гніздування або звикати їх до присутності людей. В Кенії, наприклад, порушення спостерігачів за дикою природою змушує гепардів залишати свої заповідники, що збільшує ризик інбридингу та ще більше загрожує виду.
Практика продажу місць для туристів для участі у санкціонованих полюваннях та відстрілах, хоч і здається невинною, може негативно впливати на популяції опосередковано. Хоча відстріли можуть і відіграють вирішальну роль у підтримці здоров'я кількох екосистем, прибутковий характер цих операцій сприяє їх імітації неофіційними групами та/або групами, які не повністю усвідомлюють потенційний негативний вплив своїх дій. Це особливо стосується великої дичини та видів, що мають високий комерційний попит. Такі неофіційні організації можуть сприяти полюванню або збору дикої природи для отримання прибутку, не беручи участі в управлінні дикою природою та не маючи на це дозволу, імітуючи при цьому організовані операції, щоб обдурити недосвідчених туристів. Хоча такі дії не санкціоновані жодним органом, той факт, що ці операції фінансуються туристами та спрямовані на дику природу, класифікує таку незаконну мисливську діяльність як «туризм дикої природи».

### Прямий вплив
Вплив туризму дикої природи на тварин залежить від масштабу туристичного розвитку, а також від поведінки та стійкості диких тварин до присутності людей. Коли туристична діяльність відбувається у чутливі періоди життєвого циклу (наприклад, під час гніздування), і коли вона передбачає близьке наближення до диких тварин з метою ідентифікації чи фотографування, потенціал для занепокоєння є високим. Не всі види, здається, турбуються туристами, навіть у сильно відвідуваних районах.

### Порушення репродуктивних циклів
Тиск туристів, які шукають дику природу для фотографування чи полювання, може негативно вплинути на моделі полювання та харчування, а також на успішність розмноження деяких видів. Деякі з них можуть мати довгострокові наслідки для поведінкових та екологічних взаємин. Наприклад, збільшення руху човнів порушило харчування гігантських видр у Національному парку Ману, Перу. Подальше занепокоєння дикої природи виникає, коли туристичні гіди розкопують гнізда черепах і переслідують плаваючих ягуарів, тапірів та видр, щоб забезпечити клієнтам кращі можливості для спостереження. На берегах озера Кариба в Зімбабве кількість туристичних човнів та створюваний ними шум порушили моделі харчування та пиття слонів та чорних носорогів — є побоювання, що подальше збільшення руху човнів вплине на їх репродуктивний успіх. Занепокоєння, спричинене втручанням людини, може перешкоджати видам у їхніх звичайних репродуктивних та харчових діях.
Щоб уникнути цього, туристична діяльність часто обмежується під час розмноження деяких видів. Наприклад, туристична зона в Національний парк Еравікулам, важливому середовищі існування нілгірійських тарів у Західних Гатах, закрита для відвідувачів на два місяці під час сезону розмноження.

### Порушення харчових звичок
Штучне годування диких тварин туристами може мати серйозні наслідки для моделей соціальної поведінки. Штучне годування туристами спричинило розпад територіальної системи розмноження сухопутних ігуан на острові Південна Плаза на Галапагоських островах. Території були покинуті на користь місць, де можна було випрошувати їжу у туристів, що негативно вплинуло на успішність розмноження ігуан. Штучне годування також може призвести до повної втрати нормальної харчової поведінки. На Галапагоських островах надмірне годування туристами було настільки екстремальним, що, коли його припинили, деякі тварини не могли знайти свої природні джерела їжі. Аналогічно, до початку 1970-х років раціон деяких ведмедів гризлі в Єллоустонському національному парку значною мірою складався з харчових відходів, залишених відвідувачами на сміттєзвалищах парку. Коли ці місця закрили, у ведмедів спостерігалося значне зменшення розмірів тіла, репродуктивної швидкості та розміру виводка.

### Порушення зв'язку між батьками та потомством
Туризм дикої природи також спричиняє порушення внутрішньовидових стосунків. Відвідуваність самок гренландських тюленів до своїх дитинчат зменшувалася, коли були присутні туристи, а ті самки, що залишалися з дитинчатами, значно менше часу годували їх і більше часу спостерігали за туристами. Існує також ризик того, що дитинчата не будуть впізнані та стануть більш вразливими до нападів хижаків. Подібні побоювання висловлювалися щодо спостереження за китами: дитинчата китів зазвичай підтримують постійний тілесний контакт зі своїми матерями, але, будучи розділеними, можуть перенести свою прив'язаність на бік човна.

### Підвищена вразливість до хижаків та конкурентів
Спостереження за певними видами туристами дикої природи робить їх більш вразливими до хижаків. Докази цього явища були зафіксовані у птахів, рептилій та ссавців. Проблеми виникали в колоніях розмноження пеліканів.

### Збільшення смертності, полювання заради трофеїв та браконьєрство
Полювання заради трофеїв (також полювання в загоні) має тенденцію до розведення тварин за певними бажаними ознаками без урахування генетичного здоров'я популяції. Зусилля з розведення можуть включати елементи інбридингу, оскільки агресивно вишукуються конкретні ознаки. Інбридинг не лише підсилює наявність бажаних ознак, але й несе ризик ендогамної депресії, що може знизити пристосованість популяції. Такі операції також часто характеризуються іншими формами жорстокого поводження з тваринами, включаючи неадекватне утримання та неправильне харчування.
Браконьєрство, подібно до полювання заради трофеїв, сильно відбирає фенотипи тварин, які вважаються бажаними для мисливців. Цей «відбір врожаю» (іноді званий «неприродним відбором») за певними бажаними для людини ознаками виснажує природні популяції алелів, що надають ці бажані фенотипи. Часто ці ознаки (великі роги, великі розміри, специфічне хутро) не лише бажані для людей, але й відіграють роль у виживанні в природному середовищі тварини та її ролі в екосистемі. Зменшуючи кількість тварин, що мають бажані фенотипи (і, таким чином, відповідні алелі), зменшується кількість генетичного матеріалу, необхідного для передачі цих фенотипів наступним поколінням популяції (приклад генетичного дрейфу). Цей відбір з часом змінює структуру популяції та може призвести до зниження пристосованості популяції в диких умовах, оскільки вона змушена адаптуватися до тиску, пов'язаного з полюванням.

### Вплив на сприйняття та поведінку туристів щодо дикої природи
З появою соціальних медіа багато туристів почали публікувати в Інтернеті фотографії, на яких вони беруть участь у туризмі дикої природи. Ці публікації самі по собі не завжди є негативними, однак вони часто призводять до збільшення відвідуваності туристичних об'єктів дикої природи та можуть заохочувати поведінку, що негативно впливає на добробут тварин. Така поведінка, як занадто близьке наближення до дикої природи, може вплинути на поведінку, здоров'я, місцезнаходження та розмноження деяких видів.
Крім того, фотографії, опубліковані з туристичних об'єктів з тваринами, можуть надсилати глядачам ненавмисні повідомлення, особливо коли в кадрі є людина. Наприклад, для різних видів присутність людини на фотографії з дикою твариною може посилити уявлення людей про те, що ця тварина буде хорошим домашнім улюбленцем або що вона зазнає негативного добробуту. У відповідь на ці наслідки та занепокоєння щодо добробуту тварин Instagram та інші соціальні мережі тепер показують попередження, коли користувачі шукають такі терміни, як "#wildlifeselfie".

## Позитивні наслідки

### Відновлення середовища існування еко-лоджами та іншими туристичними операціями
Багато власників еко-житла або туристичних об'єктів дикої природи зберігають та відновлюють природні середовища існування на своїх територіях.
Значною мірою туристи та мандрівники, що відвідують місця дикої природи, сприяють збереженню та покращенню умов для тварин.
Потік людей стримує браконьєрів від вбивства цінних тварин.
Місцеві племена отримують гідний дохід, оскільки туризм процвітає, надаючи можливості для покращення засобів до існування.

### Розведення для збереження
Багато парків дикої природи (наприклад, Парк дикої природи Девіда Флея, Голд-Кост, Австралія) та зоопарки розводять рідкісні та зникаючі види в рамках своєї діяльності та, за можливості, випускають потомство у відповідне середовище існування.

### Фінансові пожертви
Деякі види туризму дикої природи роблять грошові пожертви на природоохоронні заходи, наприклад, Dreamworld, Голд-Кост, має виставку суматранських тигрів, а гроші від пожертв відвідувачів та від їхньої «прогулянки з тиграми» йдуть на Суматру для допомоги в збереженні диких тигрів in-situ.

### Якісна інтерпретація
Хороший гід по дикій природі надасть глибше розуміння місцевої дикої природи та її екологічних потреб, що може дати відвідувачам більш обґрунтовану основу для подальшої зміни своєї поведінки (наприклад, не викидати пластикові пакети, які можуть з'їсти черепахи) та вирішувати, які політичні кроки підтримувати.

### Вибірковий відстріл та підтримка популяції
Для забезпечення менш інвазивних видів туризму дикої природи та підтримки здоров'я екосистем дикі популяції іноді потребують заходів з підтримки. Ці заходи можуть включати вищезгадані програми розведення для збереження для збільшення чисельності популяції або відстріли для зменшення чисельності популяції. Зменшення популяції шляхом відстрілів відбувається не лише через очевидні засоби прямого (летального) видалення особин, але й шляхом створення додаткового селективного тиску на популяцію. Цей «відбір врожаю» може змінити частоту алелів (міра генетичного різноманіття і, таким чином, пов'язана з генетичним здоров'ям) у популяції, дозволяючи мисливцям формувати майбутні покоління, полюючи на поточне.

### Полювання/вилов для збереження
«Добре контрольоване трофейне полювання є за своєю суттю саморегулюючим, оскільки для забезпечення високої якості трофеїв і, таким чином, ринкової привабливості території та майбутніх сезонів, необхідний помірний вилов». Наприклад, у Зімбабве трофейне полювання значною мірою сприяло перетворенню 27 000 км² пасовищ для худоби на ранчо для дичини та подальшому чотириразовому збільшенню популяції диких тварин. У Південній Африці існує приблизно 5000 ранчо для дичини та 4000 змішаних ранчо для худоби/дичини з популяцією >1,7 мільйона диких тварин, наразі 15-25% ранчо використовуються для виробництва дичини 

### Боротьба з браконьєрством
Регулярне відвідування туристами деяких районів може ускладнити діяльність браконьєрів, що полюють на великих тварин, або тих, хто збирає менші види для чорного ринку. Деякі приклади позитивного впливу туризму на боротьбу з браконьєрством — це неспоживацькі послуги туризму дикої природи, які, у свою чергу, забезпечують економічну вигоду для сільських громад, а також надають цим же місцевим громадам м'ясо дичини, здобуте в рамках туристичної діяльності, такої як полювання. Barrett та Arcese (1998) показують, що отримання грошових джерел від цих неспоживацьких практик туризму створює позитивний ефект доходу та зменшує споживання м'яса дичини, знижуючи при цьому незаконне полювання (браконьєрство) 
Wildlife Tourism Australia Inc. провела семінар на цю тему в червні 2017 року: «Незаконна торгівля дикою природою: атака на всіх фронтах».